# Marco Minghetti
Marco Minghetti (Bologna, 8 novembre 1818 – Roma, 10 dicembre 1886) è stato un politico, diplomatico e giornalista italiano, appartenente alla destra storica. Sotto il suo secondo governo si raggiunse (nel 1876), per la prima volta in Italia, il pareggio di bilancio.

## Biografia

### I primi anni
Marco Minghetti nacque l'8 novembre 1818 a Bologna da una famiglia di proprietari terrieri. Suo padre, Giuseppe Minghetti, era un ricco possidente che durante l'occupazione napoleonica dello Stato Pontificio si era arricchito con il commercio, mentre la madre, Rosa Sarti, proveniva da una famiglia borghese di ideali politici liberali. Marco ebbe una sorella Alma (1821 - 5 aprile 1899; prima moglie di Valentino Amici quindi di Eugenio Vecchietti) e un fratello, Filippo (1825 - Firenze 27 gennaio 1914)  che dopo una breve carriera militare entrò a far parte del corpo diplomatico.
La preparazione culturale del giovane Minghetti fu molto profonda: orfano di padre a 10 anni, frequentò a Bologna la scuola di latino dei barnabiti, dove fu allievo di due liberali: Ugo Bassi e Alessandro Gavazzi, completando la formazione con frequenti viaggi culturali, come a Venezia, nel 1830. Qui, insieme alla madre, visitò i capolavori artistici della città lagunare e si avvicinò alla pittura, passione che sarebbe durata tutta la vita.
Successivamente avvennero altri viaggi di formazione: alla fine di gennaio del 1832 Minghetti visitò dapprima Parigi, ospite dello zio Pio Sarti, patriota in esilio dopo i moti bolognesi del 1831. A Parigi il Minghetti incontrò eminenti personalità politiche sia francesi sia italiane, come La Fayette, Talleyrand, Terenzio Mamiani, Piero Maroncelli e molti altri. In aprile con lo zio si recò infine a Londra, dove soggiornò un paio di mesi prima di ritornare a Bologna.
Gli interessi culturali del Minghetti spaziavano tra letteratura, scienza ed economia: nel 1833 cominciò gli studi scientifici con il professor Vincenzo Michelini, medico e matematico, che lo condusse anche ad ascoltare le lezioni dell'Università bolognese, che però frequentò saltuariamente. La formazione letteraria invece gli fu inculcata dall'allora rinomato fisiologo Michele de' Medici di Ottajano, che era anche un buon letterato e latinista, mentre Paolo Costa fu il suo maestro per le materie filosofiche. In seguito Minghetti avrebbe preso le distanze da lui, giudicandolo troppo legato al sensismo, pubblicando nel 1837, un anno dopo la morte di Costa, anche un saggio sull'argomento, apparso sul Nuovo Giornale dei letterati. L'anno dopo avrebbe scritto, su un altro giornale, L'Istitutore, una critica sul dramma Dante in Ravenna di Luigi Biondi.

### La formazione politica
Socio fondatore, nel 1837, della Cassa di Risparmio in Bologna, nel 1839 Marco Minghetti prese parte al Primo Congresso degli scienziati italiani, tenutosi a Pisa dietro concessione del Granduca di Toscana Leopoldo II: durante il consesso incontrò illustri personaggi di spessore scientifico ed economico, sia italiani, come Raffaello Lambruschini, Giuseppe Montanelli, Giuseppe Giusti, Giovan Battista Giorgini, sia stranieri, come l'astronomo belga Adolphe Quetelet. Dopo la conclusione del congresso, Minghetti si recò a Roma e a Napoli, sempre incontrando l'élite colta delle due città, approfondendo al contempo i suoi studi di filosofia, lingue (imparò il tedesco) ed economia (studiò i saggi di Adam Smith e Jean-Baptiste Say). Risultato di questo duro lavoro fu la pubblicazione della sua prima opera di materia economica, Intorno alla tendenza agli interessi materiali che è nel secolo presente, edita a Firenze nel 1841.
Divenuto nel 1843 amministratore del patrimonio familiare, Minghetti si impegnò anche a livello teorico a studiare i problemi dell'agricoltura e a sperimentare nuove tecniche agricole. Inoltre, aderì ben presto al movimento riformista che si era diffuso anche negli Stati Pontifici. Tra il 1842 e il 1847, partecipò attivamente ai lavori della «Società agraria bolognese», collaborando anche al giornale Il Felsineo e divenendone più in là direttore per un breve periodo. In questo periodo riprese anche i suoi viaggi all'estero, recandosi in Svizzera, Germania, Belgio e Paesi Bassi, poi, nel dicembre 1844, in Francia e nel Regno Unito. Lo studioso italiano rimase a Parigi ben cinque mesi, frequentando la Sorbona e il Collège de France, dove seguì il corso di diritto costituzionale di Pellegrino Rossi, con cui strinse amicizia, oltre a conoscere gli storici Jules Michelet ed Edgar Quinet. Inoltre, venne a contatto con le tesi nazionali dei patrioti italiani moderati Vincenzo Gioberti (che conobbe personalmente a Zurigo) e Cesare Balbo. Durante il soggiorno a Londra, durato dal maggio al luglio 1845, Minghetti approfondì le sue conoscenze in campo economico visitando fabbriche e manifatture: nella capitale inglese conobbe anche Giuseppe Mazzini, lì esule da anni, da cui lo divise fin da principio una chiara visione ideologica e d'azione.
Rientrato a Bologna, Minghetti strinse rapporti sempre più stretti con altri esponenti del patriottismo moderato, come Massimo d'Azeglio, incontrato a Firenze, e Montanelli e Rinaldo Ruschi, conosciuti a Pisa, al fine di creare un'opinione pubblica nazionale di stampo cattolico che l'elezione di papa Pio IX, il 16 giugno 1846, pareva realizzare, insieme con un'alleanza tra liberali italiani e la Chiesa. Un progetto che dava ben a sperare, specie per la visita del possidente emiliano al pontefice, da lui ricevuto in udienza privata poco dopo l'elezione al soglio.

### Le esperienze politiche a Roma e a Torino

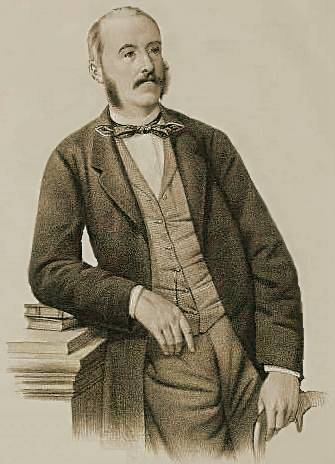
Marco Minghetti

Dopo la nomina di Pio IX e le sue iniziali riforme liberali, Minghetti, profittando della limitata libertà di stampa appena concessa, da direttore del Felsineo, pubblicò articoli di rilievo politico che chiedevano maggiori riforme economiche e sociali (lavori pubblici, ferrovie, amministrazione, istruzione scolastica). Nel novembre del 1847 divenne membro della Consulta di Stato (istituzione che rappresentava legalmente le province con funzioni economiche, amministrative e militari), creata dal papa in aprile, entrando al contempo nella commissione che doveva preparare il discorso del pontefice in occasione dell'inaugurazione della Consulta stessa, avvenuta il 15 novembre. Per le brillanti doti politiche, il 10 marzo 1848 Minghetti fu chiamato a Roma da Pio IX, che gli offrì la carica di ministro dei Lavori Pubblici nel primo governo costituzionale dello Stato Pontificio. Il 29 aprile 1848, dopo l'allocuzione con cui Pio IX annunciò il ritiro dell'esercito pontificio dal fronte della prima guerra d'indipendenza, Minghetti si dimise, con altri sei membri del governo.
Decise dunque di partecipare direttamente al conflitto, arruolandosi nell'Armata Sarda di re Carlo Alberto di Savoia, servendo, dal 10 maggio all'11 agosto, come ufficiale di Stato maggiore al quartier generale piemontese, partecipando alle battaglie di Goito e di Custoza. Intanto, essendo ancora in vigore nello Stato Pontificio la Costituzione, fu eletto deputato per il collegio di San Giovanni in Persiceto: dopo la firma dell'armistizio Salasco, Minghetti ritornò a Roma per partecipare ai lavori parlamentari, ma si dimise il 15 novembre dopo l'omicidio dell'amico Pellegrino Rossi, primo ministro del governo pontificio, ucciso da estremisti, indignato dalla titubanza del nuovo esecutivo nell'avviare il processo contro gli assassini. In seguito a ciò, Pio IX fuggì a Gaeta presso Ferdinando II, fatto per cui venne proclamata la Repubblica romana. Minghetti fu subito a capo dei moderati che si rifiutarono di portare propri deputati all'Assemblea Costituente. 
Nel marzo del 1849 fu richiamato al quartier generale piemontese, dopo la ripresa delle ostilità contro l'Austria: dopo la sconfitta di Novara e la salita al trono di Vittorio Emanuele II di Savoia, figlio di Carlo Alberto, in novembre Minghetti fu esonerato dal servizio. Trascorse quindi nella natia Bologna i primi anni della seconda Restaurazione (1850-1851), dedicandosi all'approfondimento di studi filosofici. Nel luglio del 1852 alla fine si trasferì a Torino, dove fu ricevuto in udienza dal nuovo Re di Sardegna, a cui parlò delle condizioni delle province romagnole, ma soprattutto conobbe Cavour, a cui lo univano idee di tipo economico e politico, come la nuova visione economica data all'agricoltura, l'efficacia del sistema parlamentare e la possibilità di realizzare l'Unità d'Italia attraverso la diplomazia piemontese con il concorso degli Stati europei. In veste informale, quindi, preparò il terreno per la diplomazia del Presidente del Consiglio sardo, incontrando, nel 1853 a Londra, i politici Henry John Temple, III visconte Palmerston, William Ewart Gladstone e lord John Russell, mentre l'anno dopo sostenne attivamente l'intervento piemontese nella Guerra di Crimea a fianco di Francia e Inghilterra. Nel 1855, durante una pausa dai suoi spostamenti, Minghetti pubblicò Della Libertà religiosa in 12 lettere, poi pubblicate con altre opere giovanili in Opuscoli letterari ed economici.
Membro del comitato bolognese della Società nazionale italiana, nel 1856 scrisse per Cavour un memorandum sullo stato delle province pontificie da presentare al Congresso di Parigi, per meglio mettere in evidenza l'arretratezza del governo pontificio. Frattanto proseguiva il suo impegno civile e letterario: nel 1857 fu tra i fondatori della Banca delle quattro legazioni, mentre l'anno dopo diede alle stampe il suo lavoro più famoso, Dell'economia pubblica e delle sue attinenze con la morale e con il diritto, che ebbe largo successo in Italia e in Europa. All'inizio del 1859, dopo aver ottenuto la cittadinanza sarda, Minghetti fu nominato da Cavour segretario generale del ministero degli Esteri, con il compito di aggiornare il primo ministro sulle faccende interne italiane. Dopo le dimissioni di Cavour l'11 luglio 1859, in seguito all'armistizio di Villafranca che pose fine alla seconda guerra d'indipendenza, divenne il 3 settembre presidente dell'Assemblea delle Romagne, convocata per preparare l'annessione delle nuove province al Regno di Sardegna. Il 22 aprile 1860, in seguito alle elezioni parlamentari indette per far entrare i deputati dell'Italia centrale nel nuovo Parlamento subalpino, Minghetti risultò eletto nel suo collegio, venendo sempre riconfermato fino alla XVI legislatura.

### Il governo del Regno d'Italia
Successivamente, il 1º novembre 1860 fu ministro degli Interni con Cavour, rimanendovi anche dopo la proclamazione del Regno d'Italia il 17 marzo 1861, e, dopo la morte del conte il 6 giugno, nel governo di Ricasoli. In veste ministeriale, Minghetti propose già in aprile un progetto di decentramento amministrativo del nuovo Stato (progetto appoggiato anche da federalisti come Giuseppe Montanelli), che avrebbe permesso un maggiore rispetto delle realtà locali, ma che fu bocciato dopo un mese di serrate discussioni dal Parlamento italiano, timoroso delle possibili spinte secessionistiche che il decentramento avrebbe provocato, oltre alle pretese di centralizzazione del ministero Ricasoli. Dimessosi il 1º settembre 1861 per queste divergenze, Minghetti ritornò alla politica attiva l'8 dicembre 1862, come ministro delle finanze con Luigi Carlo Farini. Quando questi fu colpito da infermità mentale, il 24 marzo 1863 gli succedette nella carica di Presidente del Consiglio dei ministri del Regno d'Italia, mantenendo il dicastero delle finanze.
Il nuovo gabinetto dovette affrontare due gravi problemi: il brigantaggio postunitario, che flagellava le province meridionali, e gli attriti con la Francia di Napoleone III per la Questione romana. Per risolvere il primo problema, venne approvata il 15 agosto 1863 la Legge Pica, proposta dal deputato abruzzese Giuseppe Pica, che sospendeva le garanzie costituzionali nelle province infestate dal brigantaggio e affidava ai tribunali militari la giurisdizione sui briganti catturati: questa legge rimase in vigore fino al 31 dicembre 1865.

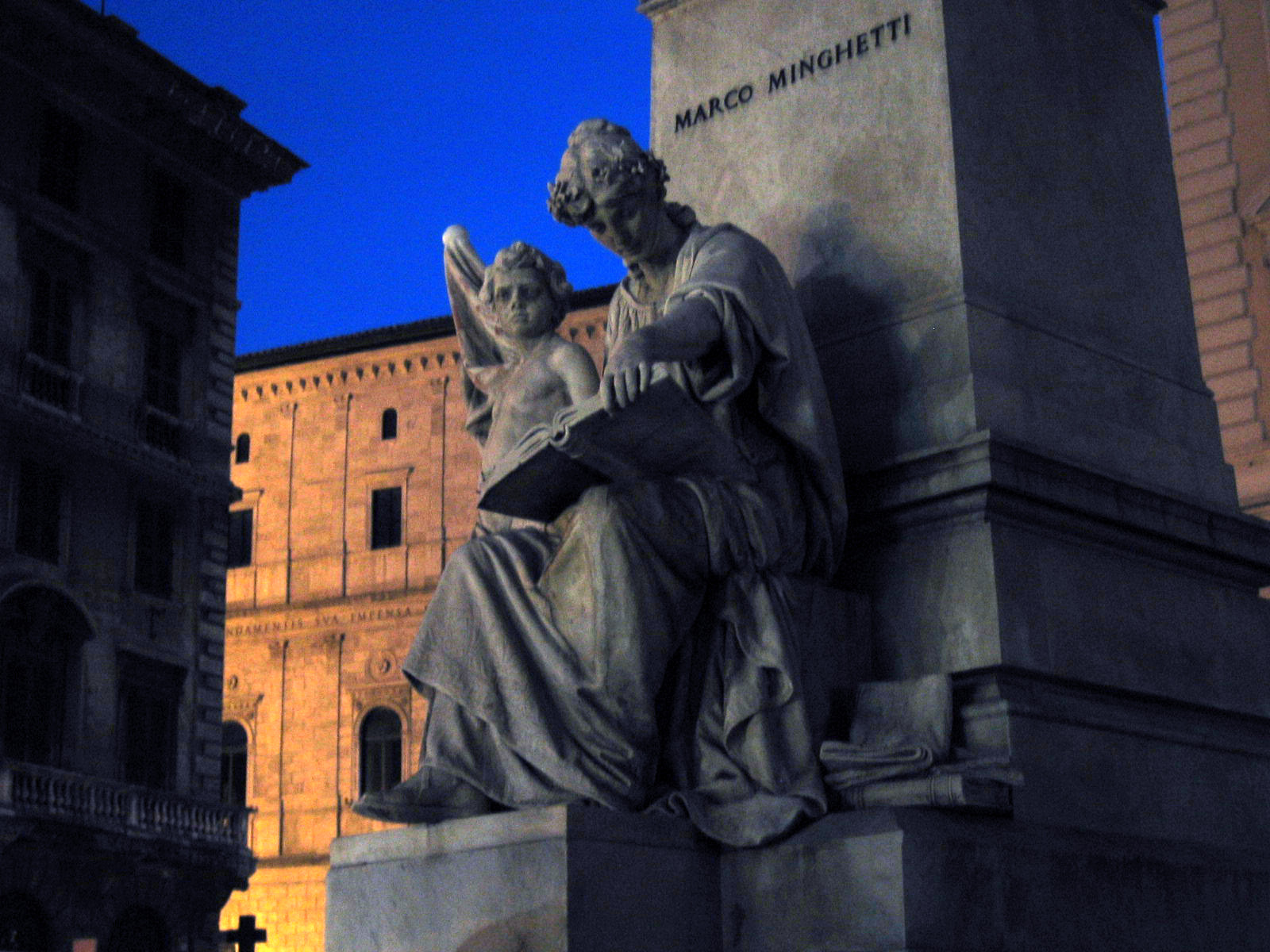
Monumento in celebrazione di Minghetti ubicato in piazza S. Pantaleo a Roma.

In politica estera, facendosi forte della decisa azione italiana contro la spedizione di Garibaldi all'Aspromonte (29 agosto 1862), Minghetti fu in grado di negoziare un favorevole accordo con la potenza protettrice del Papa, la Francia, stipulato a Parigi il 15 settembre 1864 e detta perciò Convenzione di settembre. All'interno della Convenzione con la Francia, che prevedeva il ritiro della guarnigione francese da Roma entro due anni previa assicurazione italiana del potere temporale del papa, il governo Minghetti incluse la clausola dello spostamento della capitale da Torino a Firenze, suscitando sdegno e costernazione sia nel re che nella popolazione torinese. A seguito della brutale repressione delle pacifiche manifestazioni popolari di protesta, che provocò oltre 50 morti e centinaia di feriti tra Piazza Castello e Piazza San Carlo, Vittorio Emanuele II costrinse con un telegramma Minghetti a dimettersi dal governo.
Rientrato in Parlamento come semplice deputato, il 13 maggio 1869 fu nominato dal nuovo primo ministro Luigi Federico Menabrea ministro dell'Agricoltura, del Commercio e dell'Industria; in tal veste Minghetti chiamò esponenti tecnici di primo piano a collaborare al suo dicastero, come Luigi Luzzatti, varando anche un'inchiesta industriale e una agraria, i cui risultati, pubblicati un decennio più tardi, cambiarono la veduta politica dell'economia italiana dal liberismo al protezionismo. Dopo la caduta del ministero, Minghetti si diede alla carriera diplomatica, venendo nominato il 24 agosto 1870 ministro plenipotenziario a Vienna, dove rimase dieci mesi, seguendo la posizione del governo austriaco sulla Questione romana a seguito della Presa di Roma. Fra l'altro, dopo la conquista dell'Urbe, con l'appoggio di Quintino Sella e di Ruggiero Bonghi riformò l'Accademia Nazionale dei Lincei sul modello dell' Institut de France.
Fu infine nuovamente presidente del Consiglio tra il 10 luglio 1873 e il 25 marzo 1876, succedendo a Giovanni Lanza. Durante questa legislatura, Minghetti favorì il riavvicinamento di Vittorio Emanuele II agli Imperi centrali, seguendo il sovrano nei suoi viaggi ufficiali a Vienna e a Berlino e venendo ricompensato per questo, il 5 giugno 1874 con la più alta onorificenza sabauda: il Collare dell'Annunziata. In politica interna si trovò in disaccordo con la Destra, alla quale nonostante tutto apparteneva: motivo del contendere era la rigorosa politica fiscale che perseguì e che portò al pareggio di bilancio, annunciato il 16 marzo 1876.

Minghetti fu anche propugnatore dell'invio di una legazione commerciale in Cina e in Giappone e la creazione di contatti diplomatici con i due Paesi asiatici.
Tuttavia, paradossalmente, fu proprio il pareggio di bilancio che segnò la sua caduta: due giorni dopo, infatti, dopo l'annuncio del raggiunto risanamento finanziario, Minghetti fu battuto alla Camera, allorché l’on. Giovanni Battista Morana presentò una mozione parlamentare contro la tassa sul macinato. Minghetti chiese il rinvio della discussione della mozione a dopo l’esame del disegno di legge sulle convenzioni ferroviarie, ponendo nel contempo il voto di fiducia. La Camera respinse la richiesta di Minghetti, che pertanto si dimise.
 Fu la cosiddetta "rivoluzione parlamentare", che portò alla caduta della Destra e alla salita al potere di Agostino Depretis, capo indiscusso della Sinistra: Minghetti fu così l'ultimo primo ministro di Destra dell'Italia liberale.

### Gli ultimi anni
Pur rimanendo in Parlamento come leader dell'opposizione moderata, Minghetti non ricoprì più incarichi ministeriali, dedicandosi più che altro ai suoi studi, e distinguendosi, in piena era del trasformismo, per la rivendicazione di una riforma morale dello Stato. Fu questo anche un periodo di feconde pubblicazioni, di cui resta memorabile l'opera Stato e Chiesa, edita a Milano nel 1878, in cui si propugna la necessità di una netta separazione tra il potere temporale e spirituale. Si fece in seguito promotore di un riavvicinamento tra Destra e Sinistra, votando a favore, ad esempio, delle prime leggi sociali del governo Depretis o l'allargamento del suffragio tramite la riforma elettorale del 1882. Dal 1880 fu maestro di latino della regina d'Italia Margherita di Savoia, moglie del nuovo sovrano Umberto I, con la quale intrattenne una fitta corrispondenza epistolare che durerà fino alla morte e che sarebbe stata pubblicata a Milano nel 1947 con il titolo Lettere fra la regina Margherita e Marco Minghetti 1882-1886.
Marco Minghetti morì infine a Roma il 10 dicembre 1886, a 68 anni; la sua salma fu trasportata nella natia Bologna su un treno imbandierato a lutto, e tumulata il 16 dicembre nella Certosa della città, dopo il cordoglio generale in Piazza Maggiore da parte della cittadinanza.

### Vita privata
Il 4 settembre 1864 Marco Minghetti sposò la nobile napoletana Laura Acton, già vedova di Domenico Beccadelli di Bologna dei Principi di Camporeale.

## Onorificenze

### Alla memoria
Da Minghetti oggi prendono il nome a Bologna, il Liceo Ginnasio Classico Marco Minghetti, collocato in Palazzo Lambertini-Taruffi, l'omonima piazza in via Farini e, a Legnago, in provincia di Verona, l'Istituto Tecnico Marco Minghetti.

## La satira
Come tutti i politici, Minghetti era bersaglio dei giornalisti satirici del tempo. Persino il prestigioso poeta Giovanni Prati si espose con una quartina satirica nei confronti dell'allora Presidente del Consiglio, mettendolo alla berlina per la sua notoria passione per la caccia, ma anche dando pubblicamente credito a voci di corte (mai storicamente confermate), che descrivevano il Minghetti come uomo di scarse capacità amatorie. Scrisse il Prati:
(Giovanni Prati)
Quest'audacia costò al Prati un ritardo di qualche anno nella nomina regia a Senatore del Regno.

## Opere
in italiano
- Della restaurazione del governo pontificio, Firenze, Le Monnier, 1849;
- Della economia pubblica: e delle sue attinenze colla morale e col diritto, Firenze, Le Monnier, 1859, versione digitalizzata;
- Stato e chiesa, Milano, U. Hoepli, 1878, versione digitalizzata;
- I partiti politici e la ingerenza loro nella giustizia e nell'amministrazione, Bologna, Zanichelli, 1881, versione digitalizzata;
- Raffaello, Bologna, Zanichelli, 1885;
- La convenzione di settembre: un capitolo dei miei ricordi, Torino, L. Roux, 1888, versione digitalizzata;
- Scritti vari, versione digitalizzata;

in francese
- Des rapports de l'économie publique avec la morale et le droit, versione digitalizzata;
- L'état et l'église, versione digitalizzata.